# Muhaqqaq
Le style muhaqqaq est l'un des six types de calligraphie pour écrire la langue arabe.
Souvent utilisé pour copier des maṣāḥif, c'est-à-dire des feuilles volantes de textes du Coran, il vise à mettre en valeur un texte de manière artistique, avec de grands lettrages.
Ce type d'écriture majestueux était considéré comme l'un des plus beaux, ainsi que l'un des plus difficiles à bien exécuter.
Il est le plus souvent réalisé en conjonction avec du rayhani, qui est une version plus petite du même script.

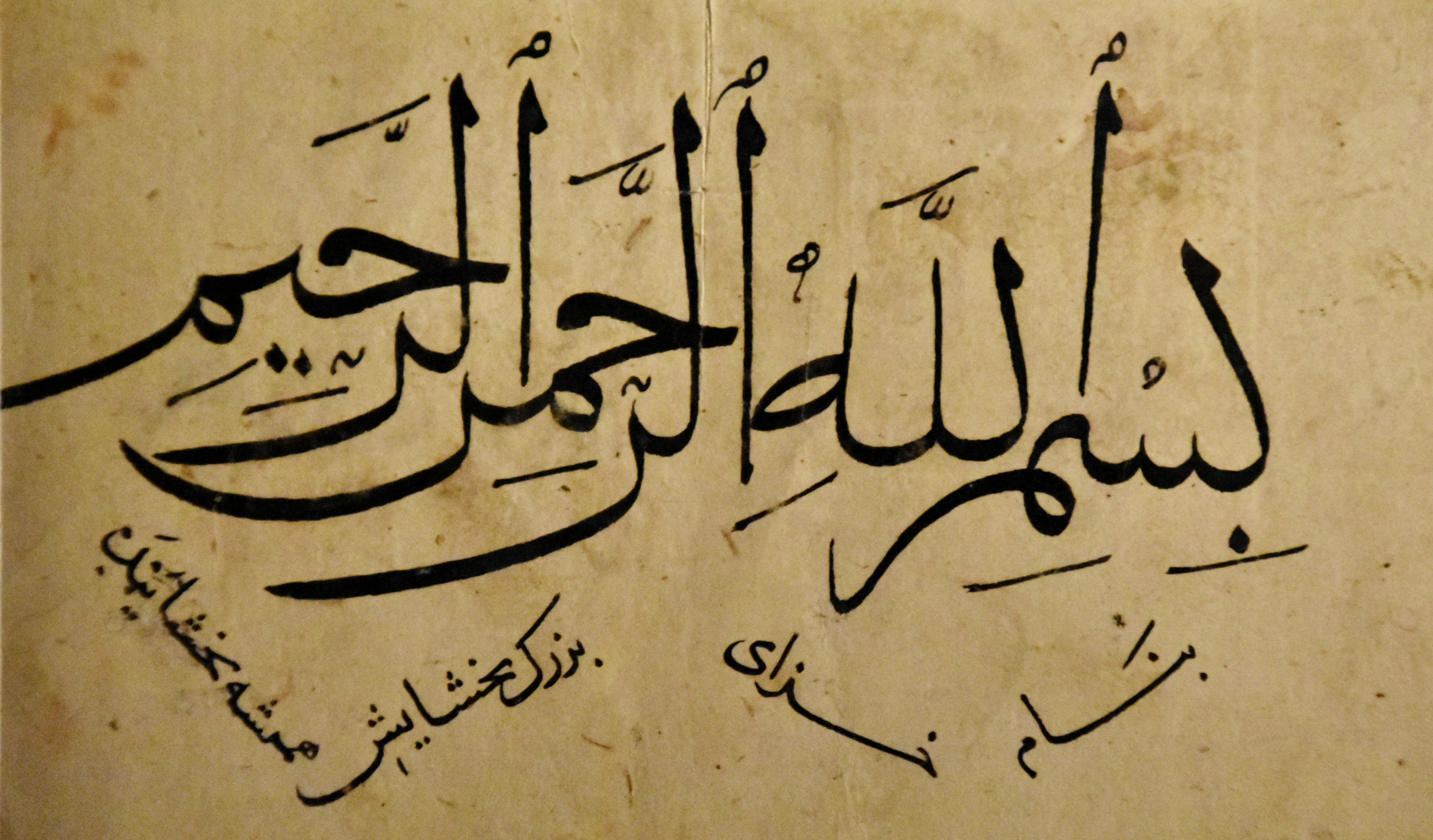
Un verset du Coran en style muhaqqaq.

## Histoire

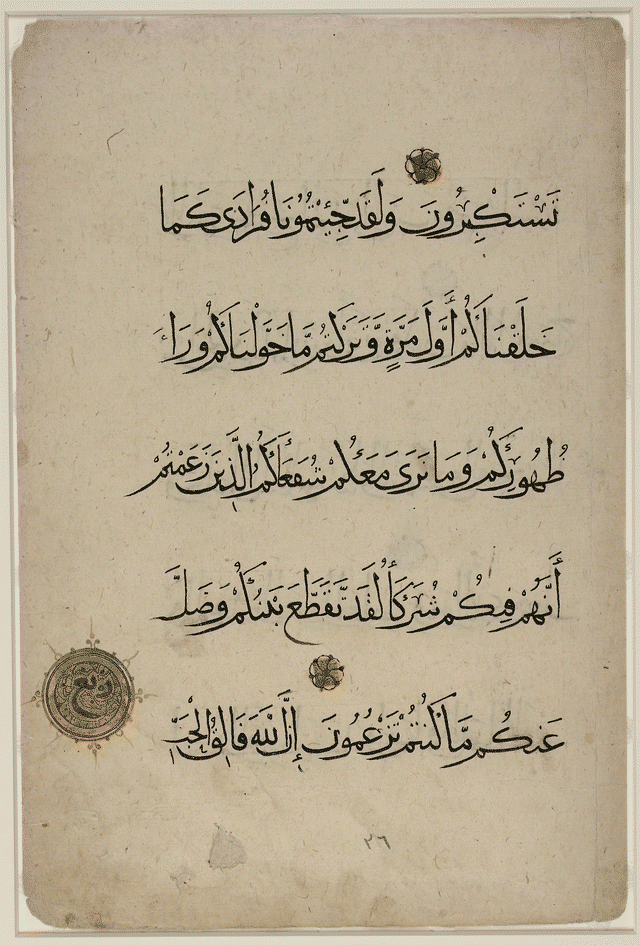
Un manuscrit du Coran écrit en style muhaqqaq.

La référence la plus ancienne à l'écriture muḥaqqaq se trouve dans le Kitab al-Fihrist d'Ibn al-Nadim, et le terme était probablement utilisé depuis le début de l'ère abbasside pour désigner un style d'écriture spécifique. Il désignait au départ un style d'écriture dans lequel les lettres étaient moins anguleuses que dans le coufique.
Le script a vu sa plus grande utilisation dans l'ère mamelouk (1250-1516 / 1517), pour des inscriptions monumentales, ou les corans mamelouks monumentaux des XIVe et XVe siècles ; à partir du XVIIIe siècle, son utilisation a été largement limitée au Basmala.

## Traduction
Le mot مُحَقَّقٌ (muHaqqaqũ) en arabe est un participe passif du verbe à la deuxième forme (« faire avec exactitude et comme il faut »), signifiant « constaté, reconnu, vérifié ». Il désigne à l'origine une pièce particulièrement bien calligraphiée, comme doit l'être la calligraphie du Coran, par opposition à une écriture plus courante et abrégée.
Le verbe signifie également « tisser solidement une étoffe », ce qui évoque l'articulation solide entre les horizontales et verticales des lettres, et que l'on peut traduire par « fermement exprimé ».

## Calligraphie
Des maîtres calligraphes comme Ibn Muqla et Ibn al-Bawwab ont contribué au développement de ce script et d'autres, et ont défini ses règles et ses normes dans la calligraphie islamique.
Le Muhaqqaq a pour principale caractéristique de réaliser de grands lettrages, pour la mise en valeur de titres ou de phrases, par opposition au rayhani, qui est une version plus petite du même script souvent utilisé en concurrence dans les mêmes œuvres.
Dans l'Empire ottoman, il a été progressivement remplacé par les styles Thuluth (pour les titres) et Naskh (pour l'écriture courante).
La différence entre Thuluth et Muhaqqaq est quelque peu analogue à la différence entre Naskh et le petit Rayhani, mais elle est considérablement plus marquée.
Par rapport au style Thuluth, les sections horizontales des lettres sont plus élargies, les faisant plus larges que hautes.
C'est un style aux lettres droites et angulaires ; les traits descendants se terminent souvent en pointe.
Les lettres qui se terminent par un arrondi inférieur passent souvent sous la lettre suivante.
Les horizontales sont peu profondes et rapides, les verticales plus élancées en hauteur. Les diacritiques prennent la forme de fines fioritures.